# Robert Sowa
Robert Janusz Sowa (ur. 26 października 1966 w Krakowie) – polski kucharz, restaurator, autor książek kucharskich.

## Życiorys

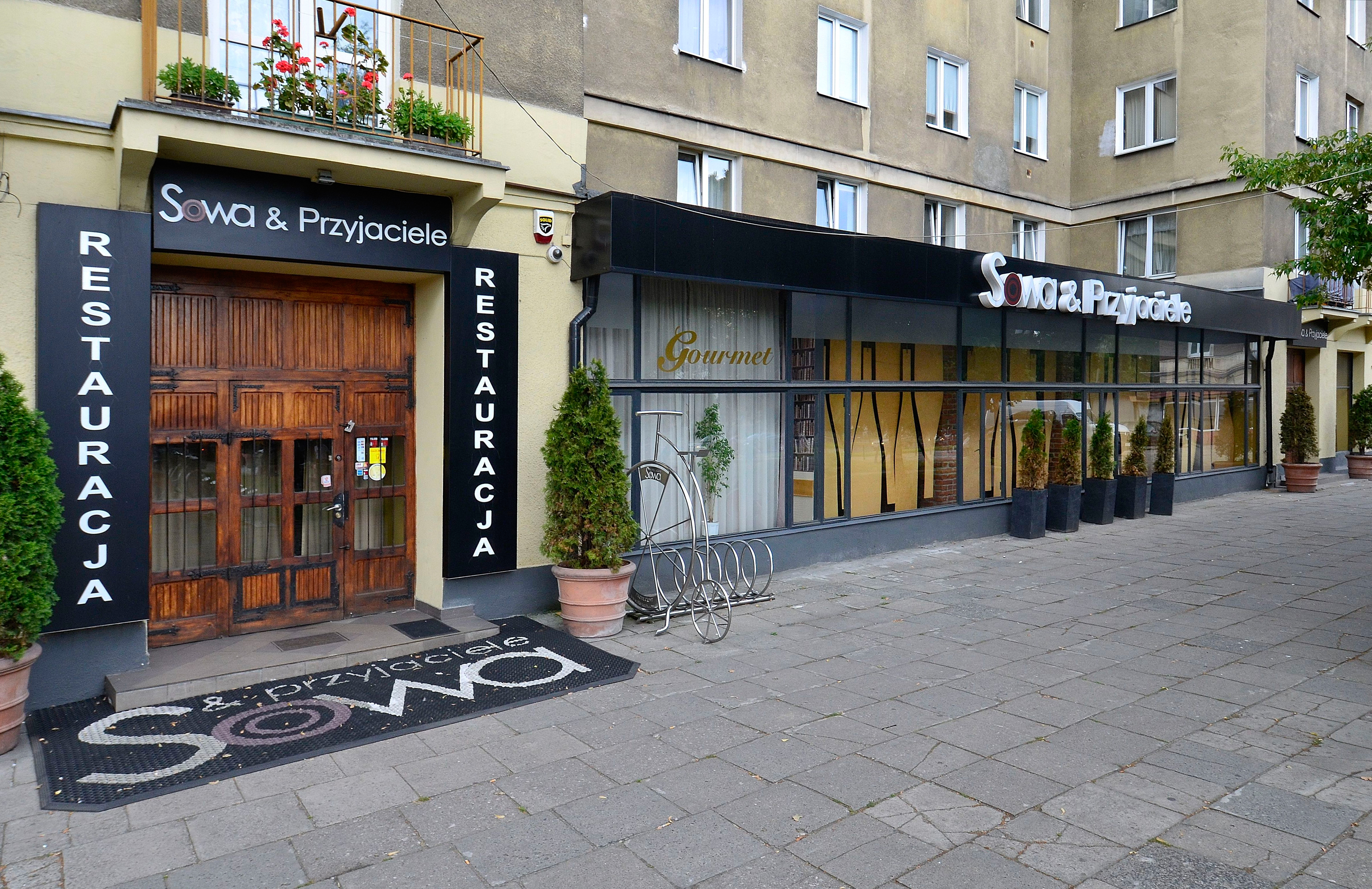
Restauracja Sowa & Przyjaciele w Warszawie

Prowadzi i występuje w programach telewizyjnych związanych z gastronomią. Członek elitarnego Klubu Szefów Kuchni i Komisji Gastronomicznej Polskiego Zrzeszenia Hoteli oraz Honorowy Prezes Ogólnopolskiego Stowarzyszenia Szefów Kuchni i Cukierni. Szef kuchni warszawskiego hotelu Jan III Sobieski. W swojej karierze odniósł wiele sukcesów. W roku 2004 wspólnie z Maciejem Kuroniem i Marcinem Budynkiem, Robert Sowa ustanowił rekord Guinnessa w kategorii największa grillowana ryba, a w roku 2008 z Maciejem Kuroniem i Jarosławem Uścińskim – w kategorii największy symbol euro z sushi. Był nauczycielem wielu sławnych polskich kucharzy, takich jak Karol Okrasa. Prowadzi wiele spotkań z młodzieżą, często odwiedza szkoły gastronomiczne, w których przeprowadza szkolenia o szeroko rozwiniętej tematyce.
Został odznaczony Oskarem Kulinarnym 2004 w kategorii osobowość kulinarna roku oraz w 2006 roku w kategorii książka oraz tytułem honorowym przez kulinarny Instytut Francuski.
Robert Sowa, Kurt Scheller, Paweł Oszczyk i Filip Schmidt tworzyli jedyny polski zespół, który wziął udział w mistrzostwach świata w gotowaniu.
Autor książek („W poszukiwaniu smaku doskonałego”, „Esencja Smaku”, „Romans Kulinarny”) oraz artykułów o tematyce kulinarnej. Był kucharzem polskiej reprezentacji w piłce nożnej. Gotuje z zaproszonymi gośćmi w kąciku kulinarnym w Dzień dobry TVN. 28 marca 2009 został prezenterem cyklu porad kulinarnych Radia Zet – „Przyprawy i potrawy Roberta Sowy”.
W latach 2012–2015 był właścicielem restauracji Sowa & Przyjaciele, działającej w Warszawie, która była jednym z miejsc afery podsłuchowej w Polsce. W 2015 został właścicielem restauracji N31, mieszczącej się przy ulicy Nowogrodzkiej 31 w Warszawie.
Od 7 marca do 9 maja 2018 był jurorem siódmej edycji programu Top Chef w telewizji Polsat.
3 września 2018 został prowadzącym programu Doradca smaku w TVN.

## Publikacje
- Krok po kroku z Robertem Sową – najnowsza pozycja, ukazała się 27 kwietnia 2016 roku
- Cztery pory roku – książka ukazała się w listopadzie 2014 roku
- Życie kocha jeść
- W poszukiwaniu smaku doskonałego – książka ukazała się w marcu 2009 roku.
- Esencja smaku – wydana w grudniu 2006.
- Romans kulinarny – wydana w marcu 2008 roku z Polska (dziennik), napisana wspólnie z Beatą Kierzkowską.
- Super Grill ukazała się w lipcu 2010 i maju 2011 roku, wydana wraz z dziennikiem Super Express.
- Współpracował przy wydaniu książki Birkowie od kuchni, która ukazała się w maju 2010 roku.
- W listopadzie 2009 roku ukazała się na rynku książka Smaki Dzień Dobry TVN zawierająca rozmowy i wywiady z gotującymi w programie szefami kuchni, m.in. z Robertem Sową
- W listopadzie 2009 roku ukazała się na rynku kolejna edycja książki The Culinary World of Vienna International Hotels & Resorts, w której jeden z rozdziałów przedstawia Roberta Sowę i zaproponowane przez niego menu w sześciu językach.
- W listopadzie 2009 roku ukazała się druga edycja książki Ryby na święta z serii Fakt radzi, zawierająca m.in. porady Roberta Sowy.
- W listopadzie 2008 roku ukazała się na rynku książka pt. Ugryźć świat wydana przez National Geographic zawierająca kulinarno-podróżnicze doświadczenia m.in. Roberta Sowy.
- Wydana w 2007 roku pierwsza edycja międzynarodowej książki kucharskiej The Culinary World of Vienna International Hotels & Resorts, przedstawia autorskie dania szefów kuchni wszystkich hoteli sieci Vienna International, w tym Roberta Sowy.
- W wydanej w 2005 roku książce Magdaleny Kuydowicz i Justyny Borczewskiej Przepisy Gwiazd, Robert Sowa jest autorem rozdziału poświęconego rybom i owocom morza z Norwegii oraz współpracy z programem Kawa czy herbata?
- Wielkie Gotowanie – książka wydana w 2004 roku wspólnie z Romanem Czejarkiem, z okazji przystąpienia Polski do UE.

## Osiągnięcia
- W 2003 roku podczas Dni Polskich w Berlinie otrzymał statuetkę za promowanie kuchni polskiej na świecie.
- Wyróżniony tytułem honorowym przez Kulinarny Instytut Francuski.
- Laureat najbardziej prestiżowej nagrody Oskar Kulinarny 2004 w kategorii osobowość kulinarna roku oraz Oskar Kulinarny 2006 w kategorii książka, przyznawanych przez liczne grono dziennikarzy.
- W 2008 roku uhonorowany tytułem Gentleman Roku przyznawanym przez miesięcznik Gentleman.
- W 2009 r. otrzymał Złoty Medal Polskiego Klubu Biznesu, tytuł Członka Akademii Polskiego Sukcesu oraz Luksusową Markę Gentlemana za popularyzację sztuki kulinarnej w Polsce.
- W 2010 r. wyróżniony Hermesem „Poradnika Restauratora” w kategorii Osobowość Gastronomii.
- Znalazł się w gronie 100 najbardziej wpływowych mężczyzn w Polsce wyłonionych przez miesięcznik Gentleman.